# Saint Lu
Saint Lu (* 27. Juni 1984 in Wels; eigentlich Luise Gruber) ist eine österreichische Singer-Songwriterin. Sie selbst bezeichnet ihren Stil als Soul 'n' Roll.

## Leben
Gruber ging nach der Matura für anderthalb Jahre als Au-Pair nach Austin, Texas, und lebte danach ein halbes Jahr in New York City. Sie kehrte anschließend nach Österreich zurück, wo sie eine staatliche Schauspielschule besuchte.

## Karriere

### Musik
2003/2004 war Saint Lu unter ihrem eigentlichen Namen Teil der 2. Starmania-Staffel und schied dabei als 10. von insgesamt 12 Finalisten aus.
Seit 2009 lebt sie in Berlin, wo sie von Warner Music unter Vertrag genommen wurde. Im Jahr 2009 nahm sie am Reeperbahn Festival und am New Pop Festival teil. Anfang November desselben Jahres veröffentlichte sie ihre erste Single Don’t Miss Your Own Life aus ihrem Debütalbum Saint Lu, das von Echopreisträger Patrik Majer produziert wurde. Teile dieses Albums wurden in den Abbey Road Studios in London aufgenommen.
2011 wurden sie mit dem European Border Breakers Award (EBBA) ausgezeichnet.
Neben mehreren eigenen Touren trat sie unter anderem im Vorprogramm von Gary Clark Jr., Amy Macdonald und Slash auf und sang ein Duett mit Jason Mraz. Sie schrieb mit Linda Perry, Stefan Skarbek und Tim Baxter und komponierte den Soundtrack für den Dokumentarfilm Vierzehn – Erwachsen in 9 Monaten, der auf der Berlinale 2012 seine Premiere feierte.
Anfang 2013 veröffentlichte sie ihr zweites Studioalbum 2. Teile des Albums wurden in den Angel Studios in London aufgenommen. Saint Lu nahm mit dem Titel Craving bei der deutschen Vorentscheidung 2013 zum Eurovision Song Contest in Hannover teil und belegte den 4. Platz. Es folgten Auftritte bei Gute Zeiten, schlechte Zeiten und TV Total.

### Moderation
Saint Lu moderierte 2013 die Top 100 Jahrescharts bei VIVA.

## Rezeption
Saint Lu wurde von der Kritik als „Album, das keinen internationalen Vergleich zu scheuen braucht“ gelobt und sie selbst wegen ihrer Stimme als „Fräuleinwunder“ bezeichnet.

## Diskografie

### Alben
- Saint Lu (2009) – Warner Music Group Germany GmbH
- 2 (2013) – Warner Music Group Germany GmbH

### EPs
- One Step Closer (2004) – Agentur Netzwerk
- 2 (Acoustic EP) (2013) – Warner Music Group Germany GmbH
- Waterfall (Remix EP) (2013) – Warner Music Group Germany GmbH

### Singles
- Don’t Miss Your Own Life (2009) – Warner Music Group Germany GmbH
- Here I Stand (2010) – Warner Music Group Germany GmbH
- Craving (2013) – Warner Music Group Germany GmbH

## Auszeichnungen
- 2011: European Border Breakers Award